# Allantoparmelia
Allantoparmelia — рід грибів родини Parmeliaceae. Назва вперше опублікована 1978 року.

## Класифікація
До роду Allantoparmelia відносять 3 види:
- Allantoparmelia almquistii
- Allantoparmelia alpicola
- Allantoparmelia sibirica